# 701 TCN
701 TCN là một năm trong lịch La Mã.